# إيميت بيري
إيميت بيري (بالإنجليزية: Emmett Berry)‏ هو عازف جاز أمريكي، ولد في 23 يوليو 1915 في ماكون في الولايات المتحدة، وتوفي في 22 يونيو 1993 في كليفلاند في الولايات المتحدة.

## وصلات خارجية
- إيميت بيري على موقع IMDb (الإنجليزية)
- إيميت بيري على موقع ميوزك برينز (الإنجليزية)
- إيميت بيري على موقع أول ميوزيك (الإنجليزية)
- إيميت بيري على موقع ديسكوغز (الإنجليزية)